# تياقو جنتل
تياقو جنتل (بالإنجليزية: Thiago Gentil)‏ مواليد 8 أبريل 1980 في البرازيل، هو لاعب كرة قدم برازيلي. يلعب كمهاجم.

## المسيرة الاحترافية

### أندية لعب لها
- نادي بالميراس
- نادي الاتحاد السعودي
- ألافيس
- نادي فيغورينسي
- نادي كوريتيبا
- ناسيونال ماديرا

## روابط خارجية
- تياقو جنتل على موقع دوري كوريا الجنوبية (الإنجليزية)
- تياقو جنتل على موقع قاعدة بيانات كرة القدم.إي يو (الإنجليزية)
- تياقو جنتل على موقع Soccerway.com (الإنجليزية)